# Freies Gymnasium Penig

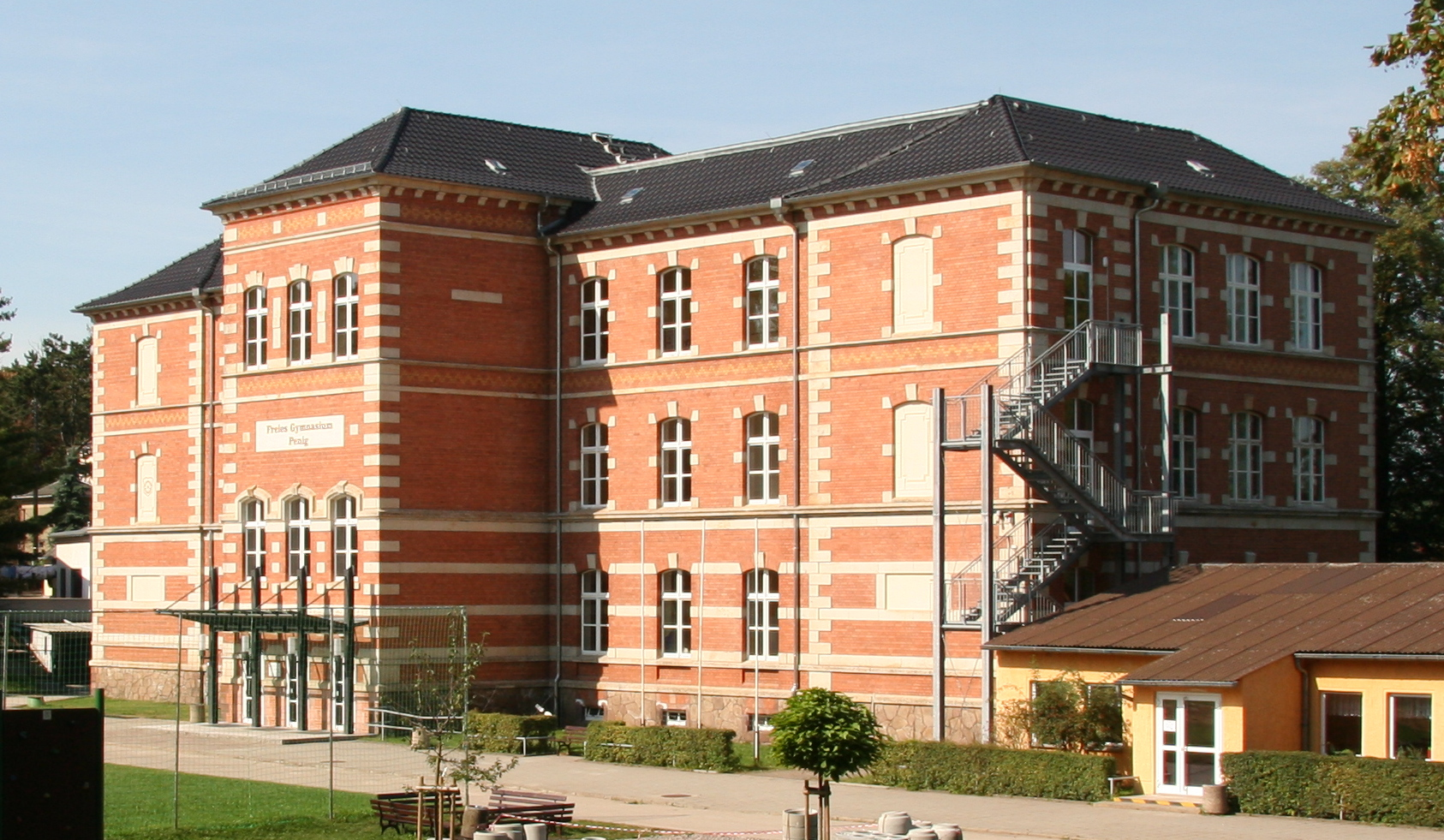
Rotes Gebäude

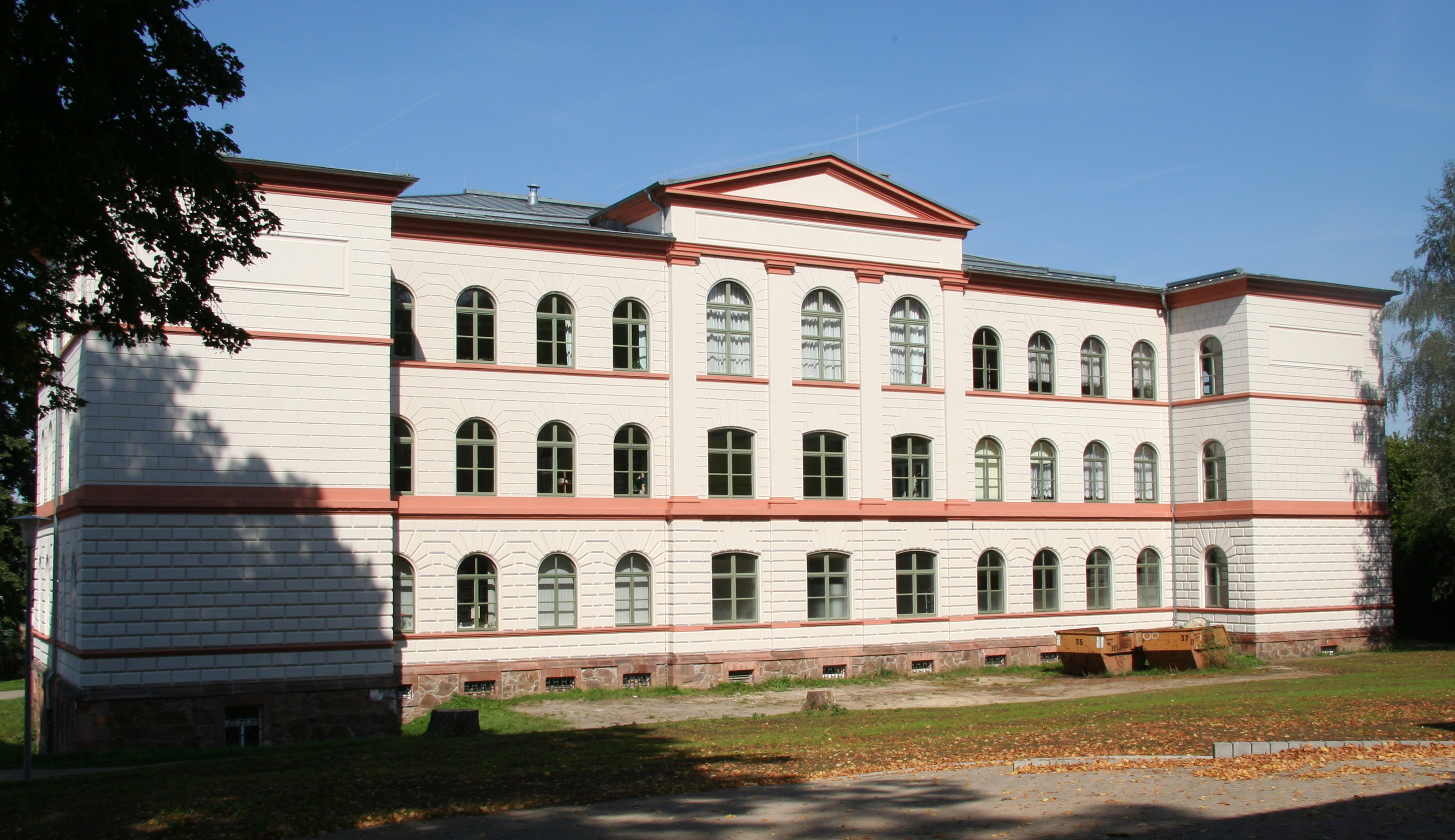
Weißes Gebäude

Das Freie Gymnasium Penig in Penig ist ein Gymnasium in freier Trägerschaft. Bis 1998 bestand es als staatliches Gymnasium und existiert seit 1999 als Freies Gymnasium.

## Geschichte
Das ältere von beiden Gebäuden, die „Weiße Schule“ wurde 1867 eingeweiht. 1891 kam die „Rote Schule“ hinzu.
Gegen Ende des Zweiten Weltkriegs wurde die Schule als Lazarett genutzt. Der Unterricht fand, wenn er überhaupt stattfand, in behelfsmäßigen Klassenräumen statt, zum Beispiel in der Gaststätte „Stadt Leipzig“, im Keller des Rathauses und dem großen Saal in der Papierfabrik.
1950 wurde die Schule Zentralschule für Penig und die umliegenden Ortschaften. Nach der Einführung der Zehnklassenschulpflicht wurde 1956 die erste neunte Klasse unterrichtet. Dem dadurch hervorgerufenen Platzmangel begegnete man, indem das Gebäude des Amtsgerichts in der Bahnhofstraße mitbenutzt wurde. Daraus entstand dann die Oberschule II.
1971 erhielt die bis dahin einfach „Oberschule I“ genannte Schule den Namen „Hans Beimler Oberschule“.
1992 wurde die Schule in ein Gymnasium umgewandelt. Als die bis dahin staatlich getragene Schule 1998 wegen Schülermangels geschlossen werden sollte, bildete sich im November desselben Jahres der „Trägerverein Gymnasium Penig e. V.“ aus namhaften Bürgern und ansässigen Unternehmern. Bereits am 2. November 1999 nahm das nun in freier Trägerschaft befindliche Gymnasium mit 84 Schülern der Klassenstufen 5–9 den Betrieb auf.
2006/2007 fanden umfangreiche Bauarbeiten zur Umsetzung des Brandschutzkonzepts des roten Hauptgebäudes (Brandschutztüren, Außentreppe (zweiter Fluchtweg), neuer Eingangsbereich) statt. 2007/2008 wurden sowohl beide Gebäudefassaden saniert als auch beide Dächer neu eingedeckt. Im Rahmen dieser Arbeiten bekam das zweite Gebäude eine neue Farbe, die mit der historischen Farbgebung übereinstimmt. Beide Sanierungen wurden von der Stadt Penig mitfinanziert.
In den Jahren 2011 und 2017 wurde die Turnhalle saniert und die Fassadengestaltung dem weißen Schulgebäude angepasst.

## Gebäude und Gelände

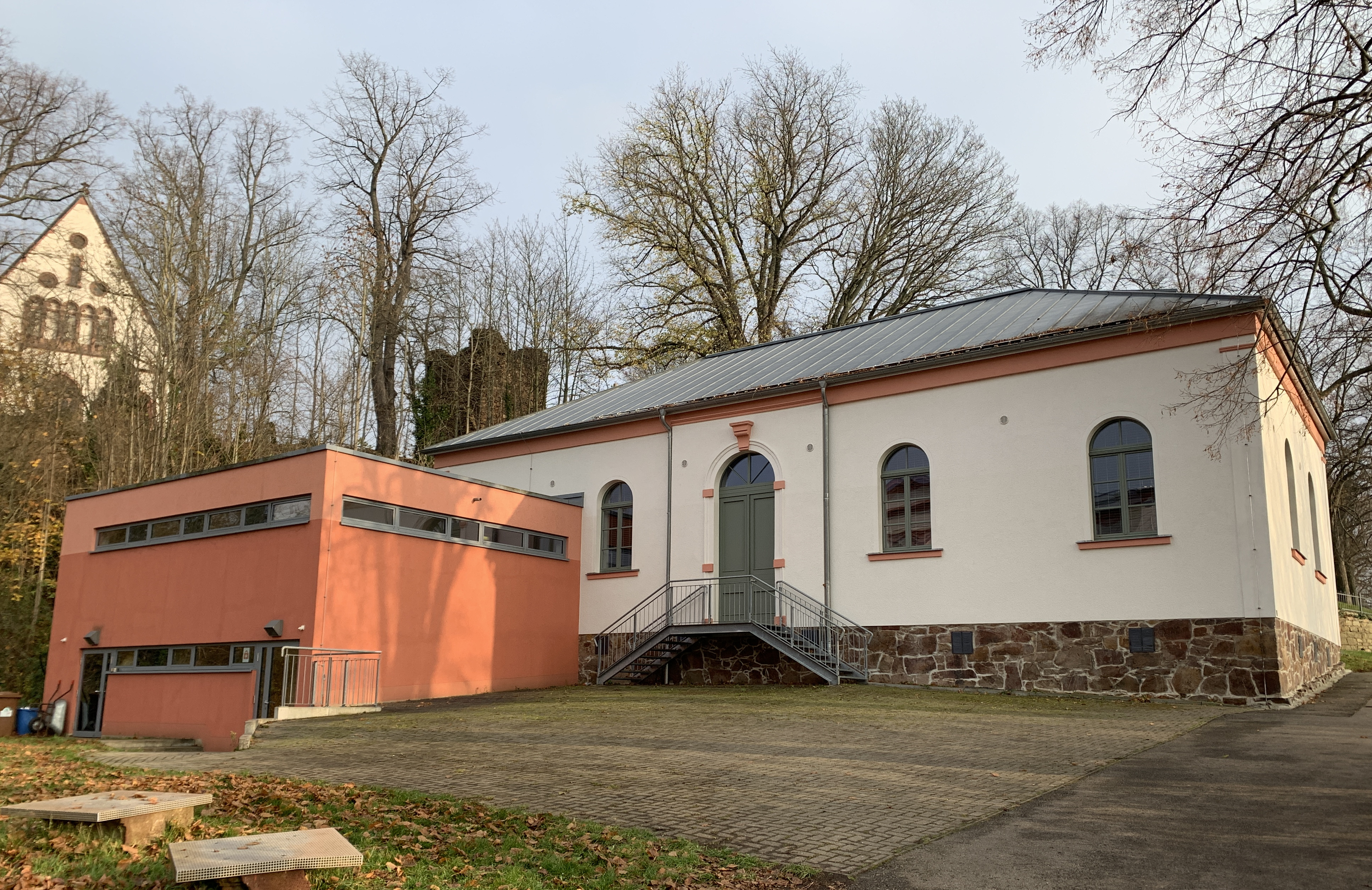
Turnhalle

Auf dem direkt an der Zwickauer Mulde befindlichen Schulgelände befindet sich ein Bolzplatz, ein Volleyballplatz, eine Sprintbahn, Turngeräte sowie eine Weitsprung- und Kugelstoßanlage. Die zwei Schulgebäude unterscheiden sich in der Farbgebung voneinander – das Hauptgebäude ist rötlich, das zweite Gebäude in umbra-weiß gestrichen. Ebenfalls auf dem Gelände befinden sich eine Cafeteria und eine Turnhalle.

## Schulform
Das Gymnasium ist eine staatlich anerkannte Ersatzschule in freier Trägerschaft. Träger des Gymnasiums ist der Trägerverein Gymnasium Penig e. V. Finanziert wird die Schule durch staatliche Zuschüsse, ein monatlich entrichtetes Schul- und Betreuungsentgelt sowie dem Förderverein.

## Schulkonzept, Angebote, Ausstattung
Im Vergleich zum Unterricht an staatlichen Schulen im Freistaat Sachsen verfügt das Freie Gymnasium Penig als Ganztagsschule über eine Reihe von besonderen Merkmalen.

### Pädagogisches Konzept
- Unterricht in kleinen Klassen mit maximal 22 Schülern in Sekundarstufe I und mit maximal 18 Schülern in den Kursen der gymnasialen Oberstufe
- Unterrichtsstunden mehrheitlich im Blockmodell
- Selbstlernzeiten (SLZ) an vier Tagen der Woche zur Förderung des selbstorganisierten Lernens
- Umsetzung des Konzepts der Bewegten Schule
- Methodentraining, Kompaktseminare und weitreichende Förder- und Freizeitangebote
- Kooperation mit ortsansässigen Unternehmen, z. B. Siemens[7] und HeidelbergCement[8]

### Angebote
- natur- und gesellschaftswissenschaftliches Profil
- Englisch als erste Fremdsprache sowie Französisch, Latein oder Russisch als zweite Fremdsprache
- bilinguale Module im Geschichts- und Sportunterricht
- zahlreiche Ganztagesangebote und von Schülern organisierte Projekte wie ein Schülercafé oder ein Schülerradio

### Ausstattung
Neben zwei neu ausgestatteten Informatikkabinetten mit insgesamt 39 PCs befinden sich in vielen Fachräumen Beamer. Für die individuelle Recherche im Unterricht verfügt die Schule über eine Bibliothek sowie einer Vielzahl von Tablets.

## Auszeichnungen
Die Einrichtung belegte 2005 in einer bundesweiten Studie unter Gymnasien, Gesamt- und Waldorfschulen mit gymnasialer Oberstufe in der bundesweiten Wertung Platz 33. Insgesamt wurden 3.480 Schulen befragt, 575 Schulen antworteten. Das bedeutete gleichzeitig Platz 2 in Sachsen hinter dem Herder-Gymnasium Schneeberg.
In dem von der Zeitschrift Unicum ausgeschriebenen Wettbewerb „Schule des Jahres“ konnte das Freie Gymnasium Penig im Jahr 2008 in der Kategorie „Beste Unterrichtsqualität“ sowie im Jahr 2011 im Bereich „Bestes Schulklima“ jeweils den ersten Platz belegen.
Von der Initiative MINT Zukunft schaffen, die sich zum Ziel gesetzt hat die Bildung in Mathematik, Informatik, Naturwissenschaften und Technik auszubauen und qualitativ zu stärken, wurde das Freie Gymnasium Penig im November 2012 als „MINT-freundliche Schule“ ausgezeichnet.
Im Jahr 2013 schloss sich das Freie Gymnasium Penig dem Netzwerk der europäischen Jugendinitiative Schule ohne Rassismus – Schule mit Courage an.
Seit 2016 beteiligt sich die Schule am europäischen Austauschprogramm Erasmus+.
2018 erreichte die Schule eine Platzierung unter den TOP 50-Schulen bei Der Deutsche Schulpreis.